# Den Saakaldte
Den Saakaldte – norweska blackmetalowa supergrupa założona w 2006 roku. W jej skład wchodzą m.in. muzycy takich zespołów jak Shining, 1349 i Dødheimsgard.
Po raz pierwszy na żywo zespół zagrał podczas corocznego, norweskiego festiwalu Inferno Metal Festival w 2008 roku. Pierwszy album grupy zatytułowany Øl, Mørke og Depresjon ukazał się 14 marca 2008 roku nakładem wytwórni Eerie Art Records. Rok później, 31 stycznia 2009 roku światło dzienne ujrzało kolejne wydawnictwo grupy All Hail Pessimism wydane nakładem Avantgarde Music.
27 marca 2011 lider i wokalista Den Saakaldte - Niklas Kvarforth, ogłosił iż opuścił zespół, żeby skupić się na swoim macierzystym zespole Shining.

## Muzycy
| Obecny skład zespołu - Mikael "Sykelig" Siouzios - gitara (od 2006) - Daniel "Tybalt" Theobald - perkusja - Simon Peter "Svik" Hovind - śpiew - Hugh "Skoll" Mingay - gitara basowa - Vidar Fineidet - gitara (na koncertach) |  | Byli członkowie zespołu - Jan Axel "Hellhammer" Blomberg - perkusja (2006-2007) - Stian Winter - perkusja (2007-2008) - Anders Kobro - perkusja (2009-2010) - Jarle "Uruz" Byberg - perkusja (2008-2009) - Niklas Kvarforth - śpiew (2008-2011) - Øyvind Hægeland - śpiew (od 2011) - Andre "Tjalve" Kvebek - gitara - Ole "Jormundgand" Teigen - instrumenty klawiszowe (od 2008) - Jørn Folkedal - perkusja (od 2011) - Tor Risdal "Seidemann" Stavenes - gitara basowa (od 2008) |

## Galeria

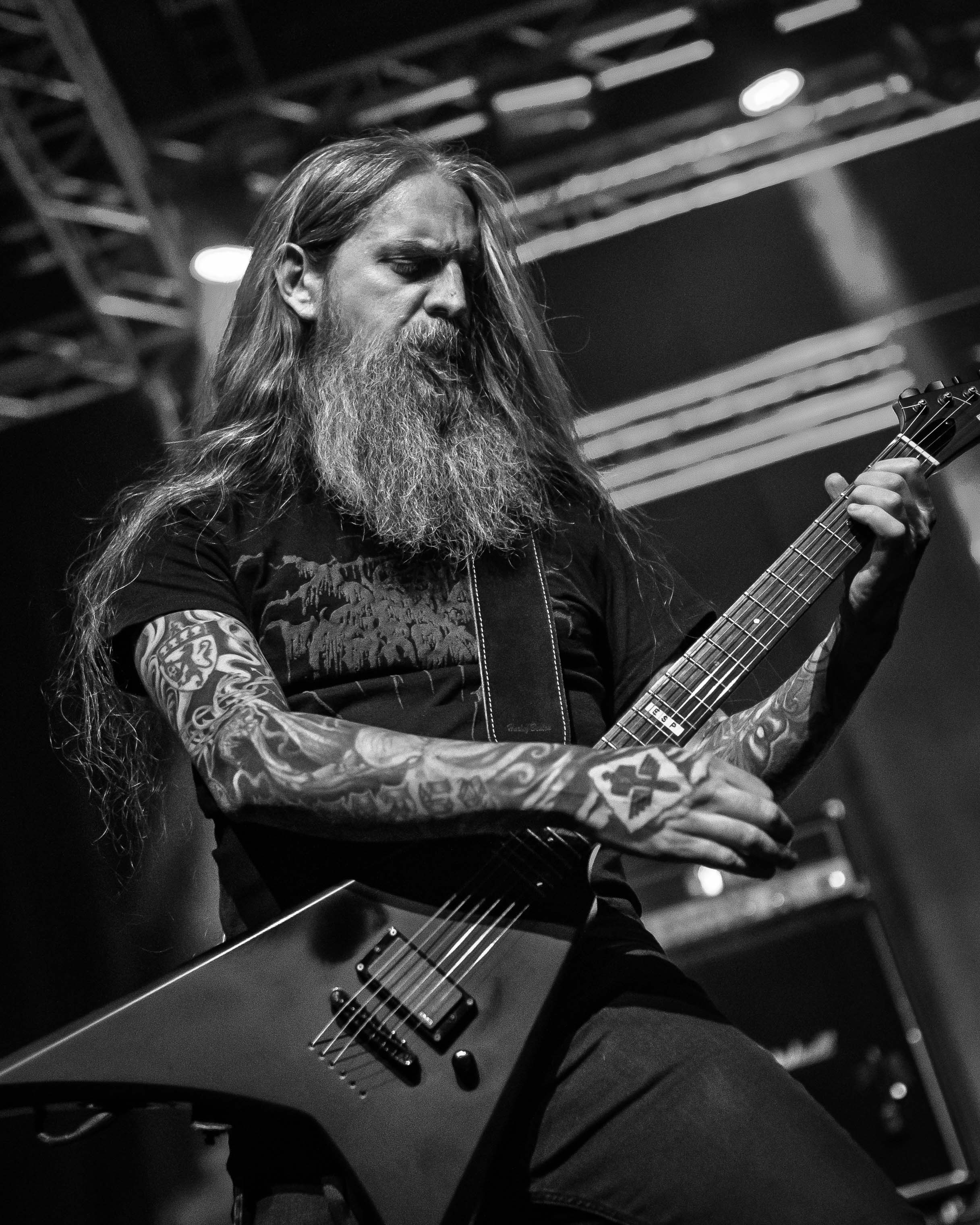
Michael «Sykelig» Siouzios (2024)
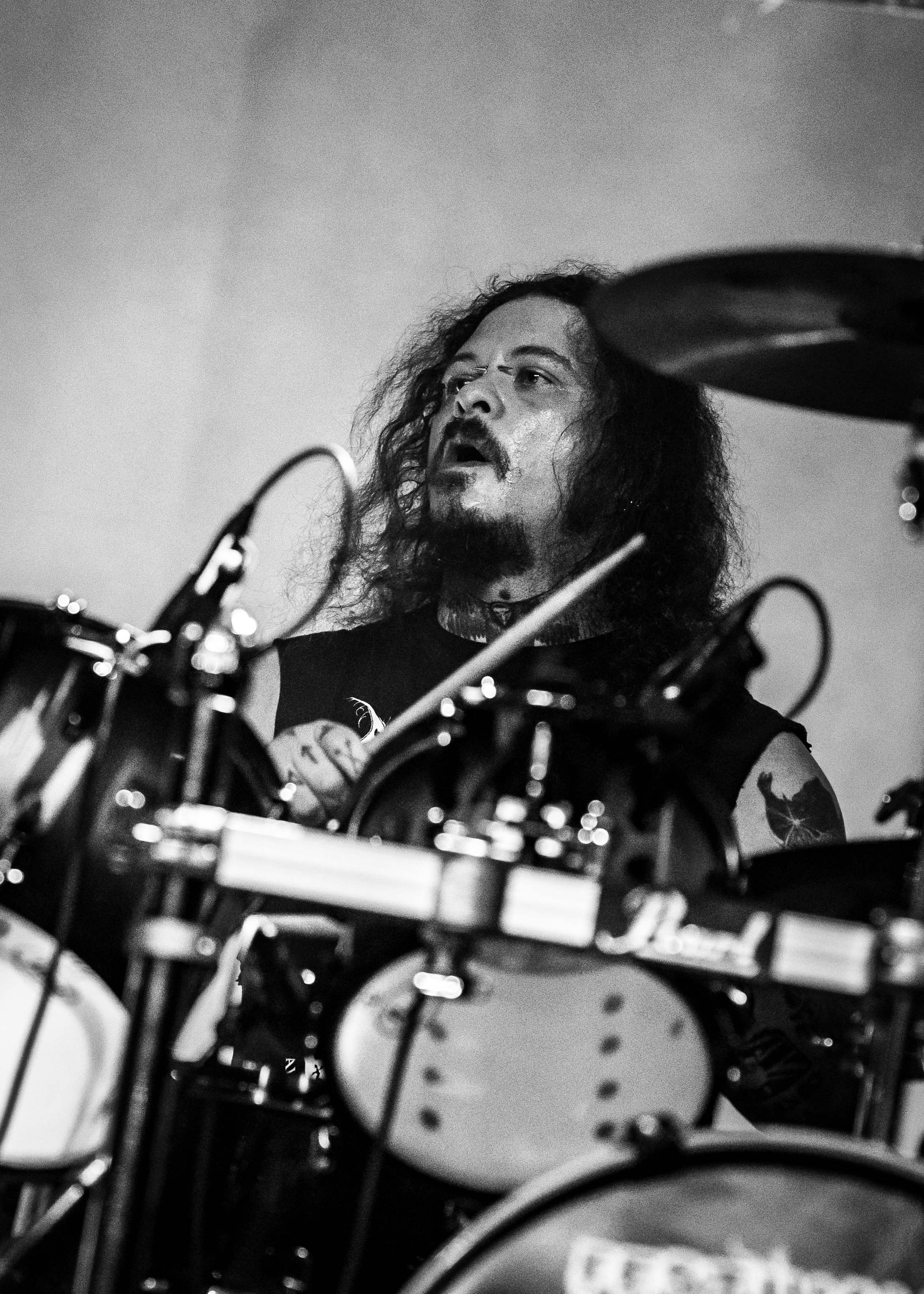
Daniel «Tybalt» Theobald (2024)
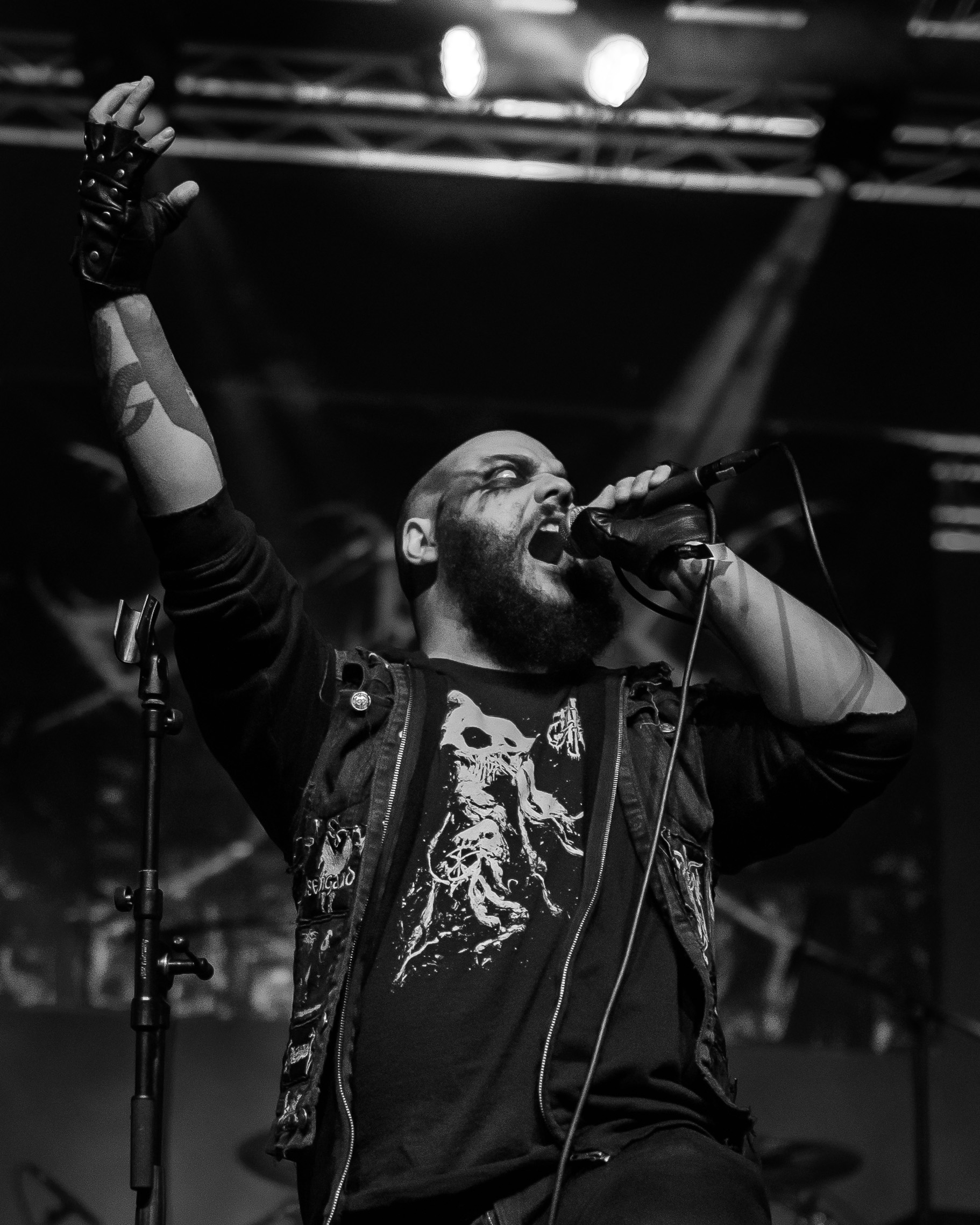
Simon Peter «Svik» Hovind (2024)
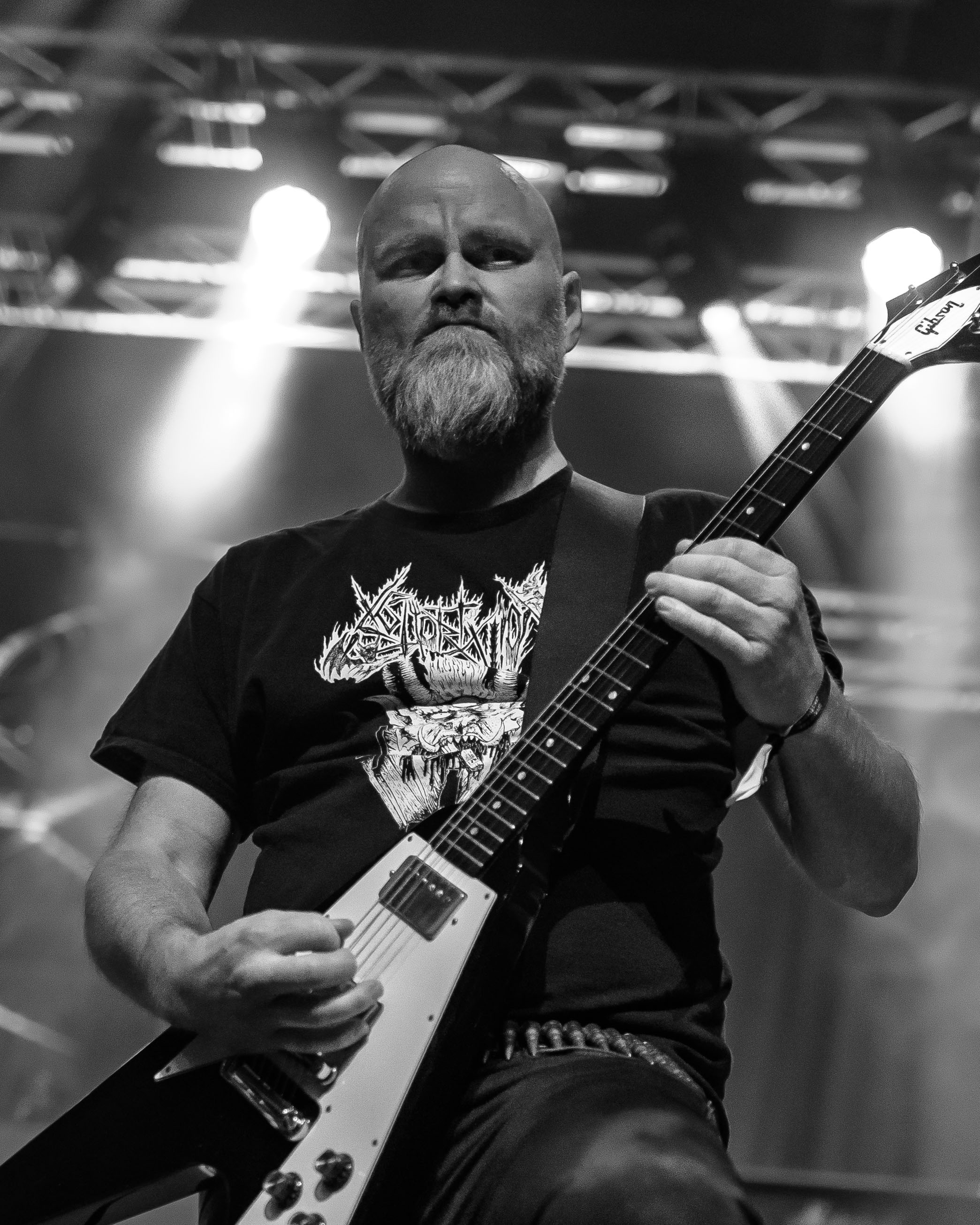
Vidar Fineidet (2024)

## Dyskografia
Albumy studyjne
- Øl, Mørke og Depresjon (2008, Eerie Art Records)
- All Hail Pessimism (2009, Avantgarde Music)
- Kapittel II: Faen i Helvete (2014, Agonia Records)

Splity
- Shining / Den Saakaldte (2008, z grupą Shining, Temple of Darkness Records)